# Oketa
Oketa är en bergstopp i Spanien.   Den ligger i provinsen Araba / Álava och regionen Baskien, i den norra delen av landet, 300 km norr om huvudstaden Madrid. Toppen på Oketa är 1 018 meter över havet, eller 236 meter över den omgivande terrängen. Bredden vid basen är 3,3 km.
Terrängen runt Oketa är kuperad åt nordväst, men åt sydost är den platt.Runt Oketa är det ganska tätbefolkat, med 214 invånare per kvadratkilometer. Närmaste större samhälle är Vitoria, 18,2 km söder om Oketa. Omgivningarna runt Oketa är en mosaik av jordbruksmark och naturlig växtlighet.